# Dragonaut - The Resonance
Dragonaut - The Resonance (ドラゴノーツ -ザ・レゾナンス-, Doragonōtsu -Za Rezonansu-) est une série d'animes japonais.
Comme nombres de séries créées par le studio Gonzo, Dragonaut mélange habilement action, robot, suspense et comédie, le tout orchestré par Manabu ONO (Transformers Cybertron). Un manga a même été développé en parallèle, publié au Japon dans le magazine Jump Square.

## Histoire
Jin Kashimina, un garçon plutôt solitaire, a brièvement rencontré une fille appelée Toa dont il garde un doux souvenir. Un jour, Jin est débauché pour piloter un nouveau astronef mis au point par l'organisation ISDA. Ce vaisseau d'un nouveau genre est-en réalité un dragon vivant qui peut se transformer en humain. Pourra-t-il éviter la catastrophe qui plane sur la Terre, à savoir une énorme météorite qui va bientôt s'écraser sur la planète ?

## Fiche technique

### Format
- Origine : Japon
- Type : Série TV
- Genre : Science-fiction
- Année de production : 2007
- Format : 26 × 26 min

### Staff
- Auteur (idée) : Shin'ichi MIYAZAKI
- Réalisation : Manabu ONO
- Scénario : Atsushi MAEKAWA
- Chara design : Makoto UNO
- Mecha design : Jun'ya ISHIGAKI
- Décors : Kei ICHIKURA
- Musiques : Kôsuke YAMASHITA
- Animation : Gonzo
- Générique par : ATSUMI, Yukari FUKUI, Yu KOBAYASHI